# CENPW
CENPW (англ. Centromere protein W) – білок, який кодується однойменним геном, розташованим у людей на 6-й хромосомі. Довжина поліпептидного ланцюга білка становить 88 амінокислот, а молекулярна маса — 10 061.
| 10         |  | 20         |  | 30         |  | 40         |  | 50         |
| ---------- |  | ---------- |  | ---------- |  | ---------- |  | ---------- |
| MALSTIVSQR |  | KQIKRKAPRG |  | FLKRVFKRKK |  | PQLRLEKSGD |  | LLVHLNCLLF |
| VHRLAEESRT |  | NACASKCRVI |  | NKEHVLAAAK |  | VILKKSRG   |  |            |

A: Аланін

C: Цистеїн

D: Аспарагінова кислота

E: Глутамінова кислота

F: Фенілаланін

G: Гліцин

H: Гістидин

I: Ізолейцин

K: Лізин

L: Лейцин

M: Метіонін

N: Аспарагін

P: Пролін

Q: Глутамін

R: Аргінін

S: Серин

T: Треонін

Задіяний у таких біологічних процесах, як клітинний цикл, поділ клітини, мітоз, альтернативний сплайсинг. 
Білок має сайт для зв'язування з ДНК. 
Локалізований у ядрі, хромосомах, центромерах, кінетохорі.